# اوروبروس
اوروبروس یا دُنب‌خوار نمادی باستانی از مار یا اژدهایی است که دم‌اش را می‌خورد.
این نماد، نشان‌دهندهٔ چرخهٔ ابدی تناسخ یا ابدیت است. این نماد به‌طور گسترده در نمادهای مکتب گنوسی، کیمیاگری و مکتب هرمسی به کار رفته‌است.

## واژه‌شناسی
اوروبروس واژه‌ای با تبار یونانی است و از دو بخش اورا (یونانی: οὐρά) به معنای دم و بوروس (یونانی: βόρος) به معنای خوردن ایجاد شده‌است. بر روی هم این واژه معنای «[او که] دم [خود] را می‌خورد» می‌دهد.